# Aux armes et cætera (chanson)
Pour les articles homonymes, voir Aux armes et cætera.
Singles de Serge Gainsbourg
Sea, Sex and Sun
(1978) Vieille Canaille
(1979)
Pistes de Aux armes et cætera
Javanaise Remake Les Locataires
Aux armes et cætera est une chanson composée en 1979 par Serge Gainsbourg à partir de La Marseillaise sur un air de reggae. Elle fait partie de l’album du même nom.

## Circonstances
En 1978, Serge Gainsbourg traverse une période difficile à la suite de l’insuccès de ses œuvres poétiques et a contrario de l’engouement du public pour la chanson disco Sea, Sex and Sun qu’il a bâclée. Son directeur artistique Philippe Lerichomme le convainc de réaliser un album de reggae enregistré en Jamaïque.

## Enregistrement
Le 12 janvier 1979, Gainsbourg et Lerichomme entament les séances d’enregistrement de l’album Aux armes et cætera dans les Studios Dynamic Sounds à Kingston en Jamaïque. Gainsbourg fait écrire la musique par de célèbres musiciens jamaïcains, notamment Sticky Thompson, mais aussi Sly Dunbar et Robbie Shakespeare (Sly & Robbie), et les choristes de Bob Marley : les I Threes. 
Les enregistrements sont terminés en cinq jours. Comme à son habitude, Gainsbourg est entré en studio sans aucun texte écrit. La nuit avant l'enregistrement, il couche sur feuille blanche toutes les paroles. Le chanteur a raconté qu’il voulait adapter La Marseillaise mais ne connaissant pas tous les couplets, il avait ouvert son Grand Larousse encyclopédique à la page Marseillaise découvrant qu’à partir du deuxième refrain, pour gagner de la place, il était marqué Aux armes, et cætera, ce qui lui donna alors l’idée d’un titre pour sa nouvelle chanson. Gainsbourg s'inspire de la provocante reprise des Sex Pistols God Save the Queen en 1977 (idée que leur manager Malcolm McLaren a lui-même empruntée à Jimi Hendrix et sa version de l'hymne américain The Star-Spangled Banner jouée au Festival de Woodstock en 1969) pour détourner l'hymne national français.
La voix travaillée par l'alcool, le tabac et les nuits blanches, Gainsbourg reprend dans cet album et cette chanson le style parlé « talk over ».

## Diffusion et polémiques
L’album Aux armes et cætera, qui sort en avril 1979, contribue à la diffusion du reggae en France. Sa promotion démarre le 1er avril dans l’émission Top Club dimanche. Serge Gainsbourg est ensuite invité dans de nombreuses émissions de télévision. L’impact se fait tout d’abord sur le plan musical, puisque le reggae est un genre nouveau, de surcroît en français. Puis il se fait sur un plan polémique à cause de son titre phare. Aux armes et cætera devient le premier disque d’or de sa carrière. En quelques mois, l’album est vendu à 300 000 exemplaires. La chanson-titre, classée dans le hit-parade en avril 1979, atteint la 15e place et s'est vendu à plus de 80 000 exemplaires en single.

### Réaction de Michel Droit
Au printemps 1979, la chanson titre devient un tube si important qu’elle provoque une vive réaction des militaires et de certains conservateurs. La polémique est lancée par le futur académicien Michel Droit, qui rédige une diatribe contre ce qu’il nomme « l’odieuse chienlit […] une profanation pure et simple de ce que nous avons de plus sacré. » Le texte paraît le 1er juin 1979 dans Le Figaro Magazine : « Quand je vois apparaître Serge Gainsbourg je me sens devenir écologiste. Comprenez par là que je me trouve aussitôt en état de défense contre une sorte de pollution ambiante qui me semble émaner spontanément de sa personne et de son œuvre, comme de certains tuyaux d’échappement… » L’éditorialiste, révolté par cette version de l’hymne national, s’emporte jusqu’à la limite de l’antisémitisme, allant jusqu’à insinuer que Gainsbourg, par son esprit de provocation, fait du tort aux autres Juifs. Il reproche à Gainsbourg d’ouvrir la porte à un regain d’antisémitisme, en déformant la version originale de La Marseillaise. La controverse se développe dans les autres médias, ce qui apporte une certaine notoriété au chanteur. L’album devient d’ailleurs disque de platine en quelques mois.
Dans Le Matin de Paris du 7 juin 1979, le chanteur répond à l'attaque dans une lettre intitulée « L'Étoile des braves », et signée Lucien Ginzburg dit Serge Gainsbourg : « Peut-être Droit, journaliste, homme de lettres, de cinq dirons-nous, membre de l'Association des chasseurs professionnels d'Afrique francophone (cf. Bokassa Ier), officiant à l'ordre national du Mérite, médaillé militaire, croisé de guerre 39-45 et croix de la Légion d’honneur dite étoile des braves, apprécierait-il que je mette à nouveau celle de David que l’on me somma d’arborer en juin 1942 noir sur jaune et ainsi, après avoir été relégué dans mon ghetto par la milice, devrais-je y retourner, poussé cette fois par un ancien néo-combattant (...) ». Dans son entourage, le chanteur diffuse alors ce calembour « On n’a pas le con d’être aussi droit ».

### Altercation avec les militaires
Une séance de dédicaces est annulée à Marseille le 28 septembre 1979 sous la pression d'associations d'anciens combattants. Le secrétaire d'État aux Anciens combattants Maurice Plantier réunit les différentes associations de paras à Nice et leur promet de faire tout son possible pour limiter la diffusion du titre polémique à une fois par semaine. Gainsbourg passe outre et décide de la chanter lors de sa dizaine de représentations, du 22 au 31 décembre 1979, au Palace, puis dans toutes celles de sa  tournée avec Sly and Robbie, Gainsbourg étant accompagné des choristes de Bob Marley, les I Threes.
Le 4 janvier 1980, alors que Serge Gainsbourg doit se produire à Strasbourg, il se résout à annuler le concert, une alerte à la bombe ayant visé l'hôtel où sont logés ses musiciens à qui il demande de repartir pour la destination suivante, Bruxelles. Gainsbourg fait le choix de se présenter seul sur le devant de la scène pour l'annoncer, sans être au courant que les premiers rangs de la salle de concert sont investis par des militaires parachutistes, qui désapprouvent la version de la Marseillaise chantée par Gainsbourg et distribuent des tracts. La situation est tendue lorsque Gainsbourg  déclare : « Je suis un insoumis qui a redonné à La Marseillaise son sens initial. » Finalement, il entonne a cappella les deux premiers couplets de La Marseillaise dans sa version originale, un poing levé, et les paras se mettent tous au garde à vous pour l’hymne national. Il termine en leur adressant un bras d'honneur avant de se retirer.

### Réaction de Renaud
En 1980 dans sa chanson "Où c'est qu'j'ai mis mon flingue ?" Renaud écrit, :

« J'peux pas encaisser les drapeaux
Quoi qu'le noir soit le plus beau.
La Marseillaise, même en reggae,
Ça m'a toujours fait dégueuler.
Les marches militaires, ça m'déglingue
Et votr' République, moi, j'la tringle
Mais bordel ! Où c'est qu'j'ai mis mon flingue ? »

## Épilogue
Le 14 décembre 1981, Gainsbourg achète l'un des deux manuscrits originaux de La Marseillaise de Rouget de Lisle à la salle des ventes de Versailles, pour la somme de 135 000 francs de l’époque (soit environ 20 580 euros). Revanche du chanteur lors de cette vente aux enchères houleuse , lequel sait que Rouget de Lisle a écrit sur ce manuscrit, à partir du deuxième refrain : « Aux armes, Citoyens ! etc. ».